# Lanceoppia maerkeli
Lanceoppia maerkeli är en kvalsterart som beskrevs av Hammer 1968. Lanceoppia maerkeli ingår i släktet Lanceoppia och familjen Oppiidae. Inga underarter finns listade i Catalogue of Life.